# 84, Charing Cross Road
84, Charing Cross Road è un libro pubblicato nel 1970 da Helene Hanff.

## Trama
Il libro racconta la corrispondenza (1949-1969) tra l'autrice e Frank Doel, libriaio della Libreria antiquaria Marks & Co, situata all'omonimo indirizzo a Londra.
La Hanff, alla ricerca di libri di autori classici inglesi che non era stata in grado di rintracciare a New York, si rivolge alla libreria per la prima volta nel 1949; è proprio Frank Doel ad esaudire la sua richiesta. Col tempo nasce un'amicizia a distanza, con scambio di auguri di Natale, regali in occasione dei compleanni, pacchetti di alimenti per compensare la scarsità di viveri nell'Inghilterra del dopoguerra.
Nelle loro lettere trattano anche argomenti vari, quali i sermoni di John Donne, la ricetta per lo Yorkshire pudding, l'incoronazione di Elisabetta II.

## Libri richiesti
Lista parziale dei libri richiesti da Helene Hanff alla libreria Marks & Co. e citati nel libro:
- Austen, Jane. Pride and Prejudice, (1813)
- Arkwright, Francis trans. Memoirs of the Duc de Saint-Simon
- Belloc, Hillaire.  Essays.
- Catullo – Loeb Classics
- Chaucer, Geoffrey The Canterbury Tales translated by Hill, published by Longmans 1934)
- Delafield, E.M., Diary of a Provincial Lady
- Dobson, Austen ed.. The Sir Roger De Coverley Papers
- Donne, John Sermons
- Elizabethan Poetry
- Grahame, Kenneth, Il vento tra i salici
- Greek New Testament
- Grolier Bible
- Hazlitt, William. Selected Essays Of William Hazlitt 1778 To 1830, Nonesuch Press edition.
- Orazio – Loeb Classical Library
- Hunt, Leigh. Essays.
- Johnson, Samuel, On Shakespeare, 1908, Intro by Walter Raleigh
- Jonson, Ben. Timber
- Lamb, Charles. Essays of Elia, (1823).
- Landor, Walter Savage.  Vol II of The Works and Life of Walter Savage Landor (1876) – Imaginary Conversations
- Latin Anglican New Testament
- Latin Vulgate Bible / Latin Vulgate New Testament
- Latin Vulgate Dictionary
- Leonard, R. M. ed. The Book-Lover's Anthology, (1911).
- Newman, John Henry. Discourses on the Scope and Nature of University Education. Addressed to the Catholics of Dublin- "'Idea of a University" (1852 and 1858)
- Pepys, Samuel.  Pepys Diary – 4 Volume Braybrook ed. (1926, revised ed)
- Platone, Four Socratic Dialogues, 1903
- Quiller-Couch, Arthur, The Oxford Book Of English Verse
- Quiller-Couch, Arthur, The Pilgrim's Way
- Quiller-Couch, Arthur,  Oxford Book of English Prose
- Saffo – Loeb Classics
- St. John, Christopher Ed. Ellen Terry and Bernard Shaw: A Correspondence / The Shaw – Terry Letters : A Romantic Correspondence
- Sterne, Laurence, The Life and Opinions of Tristram Shandy, Gentleman, (1759)
- Stevenson, Robert Louis. Virginibus Puerisque
- de Tocqueville, Alexis Journey to America (1831–1832)
- Wyatt, Thomas.  Poems of Thomas Wyatt
- Walton, Izaak. The Compleat Angler . J Major's (2nd ed., 1824).
- Walton, Izaak. The Lives of – John Donne – Sir Henry Wotton – Richard Hooker – George Herbert & Robert Sanderson
- Woolf, Virginia, The Common Reader, 1932.

## Edizioni
prima edizione
Prima edizione inglese New York : Grossman Publishers, 1970, ISBN 0670290734
edizioni italiane
- Helene Hanff, 84, Charing Cross Road, collana orizzonti, traduzione di Giuliana Schiavi, Messina, bordolibero, 2023, ISBN 9791280874047.
- Helene Hanff, 84, Charing cross road, a cura di Marina Premoli, Milano, TEA, 1991., collana TEAdue  ISBN 88-7819-188-4
- Helene Hanff, 84, Charing Cross Road, a cura di Marina Premoli, Milano, CDE, 1988.
- Helene Hanff, 84, Charing Cross Road, a cura di Maria Premoli, Milano, Archinto, 1987., collana Lettere ISBN 978-88-7768-035-8

## Versione cinematografica
Il romanzo acquistò notorietà grazie alla trasposizione cinematografica dal titolo 84 Charing Cross Road del 1987.

## Curiosità

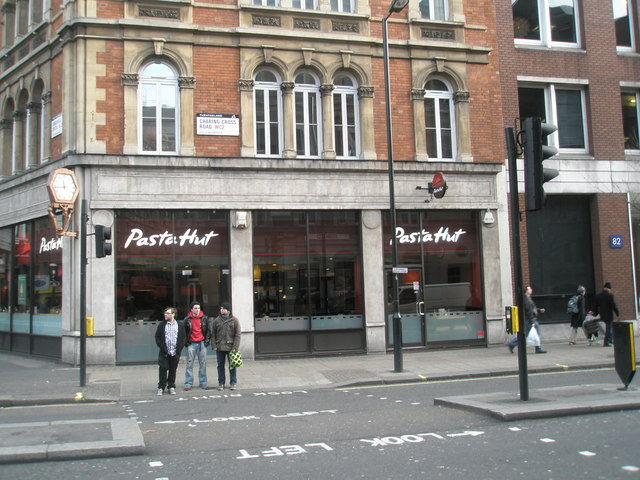
84, Charring Cross Road, vecchia sede della libreria

Hanff pospose più volte una visita all'amico fino a quando non fu troppo tardi. Doel morì per un attacco di appendicite nel dicembre 1968 e la libreria chiuse. Hanff visitò finalmente Charing Cross Road quando il negozio era ormai vuoto nell'estate del 1971 e ne dette notizia nel suo libro del 1973 The Duchess of Blomsbury Street pubblicato nel mese di luglio 2024 da bordolibero edizioni Messina, La duchessa di Bloomsbury Street Viaggio a Charing Cross Road ,collana orizzonti, nella nuova traduzione di Giuliana Schiavi,  ISBN 9791280874061..

## Viaggio a Charing Cross Road
Una targa sul posto ricorda la sede in cui si trovava la Libreria Marcks & Co. e questa amicizia epistolare.